# Concordia discors
En retòrica, filosofia, musicologia i literatura, el concepte neoplatònic de la concordia discors (o concòrdia discordant, de vegades expressada a l'inrevés: discordia concors) és un recurs estilístic molt emprat en la literatura llatina, però també a la literatura medieval, al Renaixement i al Barroc i un lema llatinitzant i al·legòric.
Consisteix en l'evocació d'un ordre que procedeix de la unió última d'elements contraposats o bé, a un nivell més d'estilística l'assoliment d'un efecte d'harmonia fent servir mots o enunciats que aparentment són antagonístics. Superant les discordàncies contingents de la frase, finalment prevaldria una concordància general del missatge, com una mena de síntesi, ocasionalment solapat amb la idea d'enginy.

## En filosofia i literatura
D'una banda cal esmentar l'equivalència dels termes en personificacions al·legòriques, les deesses Concòrdia i Eris (filla de Nix). Amb tot, la idea tal com s'empra en retòrica, per exemple, prové de la distinció que fa l'escola neoplatònica (així com altres tradicions posteriors) entre microcosmos i macrocosmos. El primer terme fa referència en els àmbits més propers a l'experiència humana, mentre que el segon descriu els astres o el cel. En la visió del món grecollatina s'entén que tots dos àmbits estan interrelacionats de manera coordinada i harmònica malgrat la diferent naturalesa o composició dels elements que els integren (l'oposat a això seria el caos). Etimològicament, "concòrdia" i "discòrdia" es relacionen amb el cor: assentiment o disconformitat, respectivament. Aristòtil mostra un parer semblant quan diu que l'art i la ciència s'han de proposar l'harmonia de contraris, sigui amb els colors, els diferents tons musicals o en elements de gramàtica tradicional.
Prèviament a la seva expressió neoplatònica, alguns filòsofs grecs com ara Pitàgores, Heràclit i Empèdocles ja havien proposat la idea paradoxal d'harmonia general al món a partir dels nombrosos conflictes entre els quatre elements de la natura (l'aire, l'aigua, el foc i l'aigua).
Lucà, a la seva Farsàlia, diu: "Temporis augusti mansit concordia discors / Paxque fuit non sponte ducum", que conté el sentit de que "aquesta concòrdia dins de la discòrdia va durar poc". El terme apareix també a l'obra de Virgili i Horaci. A aquest darrer també se li atribueix la primera aparició per escrit de la forma llatina del concepte, relacionant-la amb la filosofia d'Empèdocles i la seva concepció del món segons la qual l'equilibri general se sustenta sobre la lluita perpètua entre els elements, ordenada per l'amor. En el cas de l'Eneida virgiliana, l'estudiós Francis Cairns anomena l'oposició entre concòrdia i discòrdia un "nexe temàtic vital però poc seguit" en els estudis sobre l'obra, tot i que un tema central en l'èpica la voluntat d'entesa desvirtuada per l'aparició disruptiva de la discordança. Aquest antagonisme apareix reiteradament amb posterioritat durant l'antiguitat tardana, en l'àmbit dels conflictes polítics i teològics, com en el cas de l'obra de Claudià, que apunta als passatges de Virgili que versen sobre la unitat en la diversitat de l'Imperi Romà. Tanmateix, el seu sentit primer (relacionat amb la interrelació entre macrocosmos i microcosmos) tendeix a cedir el pas a una comprensió més emparentada amb la voluntat de crear sentit o un discurs. A la seva Psicomàquia, Prudenci porta la idea del turment de l'ànima cristiana evocant aquesta idea, alhora que empra dues figures al·legòriques, Concordia i Discordia, que s'enfronten de manera sagnant.
Parlant de Góngora i la seva poesia, José María Micó evoca el terme llatí com a síntesi dels seus passatges més complexos. Góngora realitza un exercici d'unir virtuosisme i "simplicitat", alhora que fa servir referències al passat clàssic grecollatí juxtaposades a elements de la seva època.

## En religió i política
En el sentit de mantenir un equilibri entre les jerarquies i el consentiment, Nicolau de Cusa va escriure la seva obra De concordantia catholica (1434), basant-se en un dels conceptes continguts en aquest concepte. Tanmateix, és en les crítiques al pensament catòlic on s'ha incidit més en la tensió entre concòrdia i discòrdia.
L'any 1600, arran de la controvèrsia entre les traduccions sixtina i clementina de la Vulgata, el clergue anglicà i bibliotecari Thomas James escrigué Bellum Papale, sive Concordia discors Sixti Quinti & Clementis Octavi circa Hieronymianam Editionem. En aquesta obra es citen fins a 2.000 exemples de problemes i errors a ambdues traduccions. L'any 1607, per atacar la Fórmula de la Concòrdia (Formula concordiae), una declaració de fe luterana de 1577, Rudolf Hospinian va escriure la polèmica calvinista Concordia concors, seu de origines et progressu formulae concordiae Bergensis. Leonard Hutter el va respondre amb la fórmula derivada Concordia concors el 1617.
A Xile, el lema ha estat utilitzat en dues ocasions per la cimera internacional Enade, organitzada per Icare (Instituto Chileno de Administración Racional de Empresas). L'entitat tradueix el terme com "la connexió de la divergència", una referència a la voluntat d'establir contacte amb l'anomenat Esclat Social del país.

## En música
El terme és emprat també en musicologia i composició, com a metàfora musical (a tall d'exemple, per Johann Sebastian Bach (BWV 1086 - Canon concordia discors).